# Petronia dentata
Petronia dentata là một loài chim trong họ Passeridae.